# Tarier bifascié
Campicoloides bifasciatus
Genre
Espèce
Statut de conservation UICN

 LC  : Préoccupation mineure
Le Tarier bifascié (Campicoloides bifasciatus) est une espèce de passereaux appartenant à la famille des Muscicapidae. C'est la seule espèce du genre Campicoloides.

## Répartition

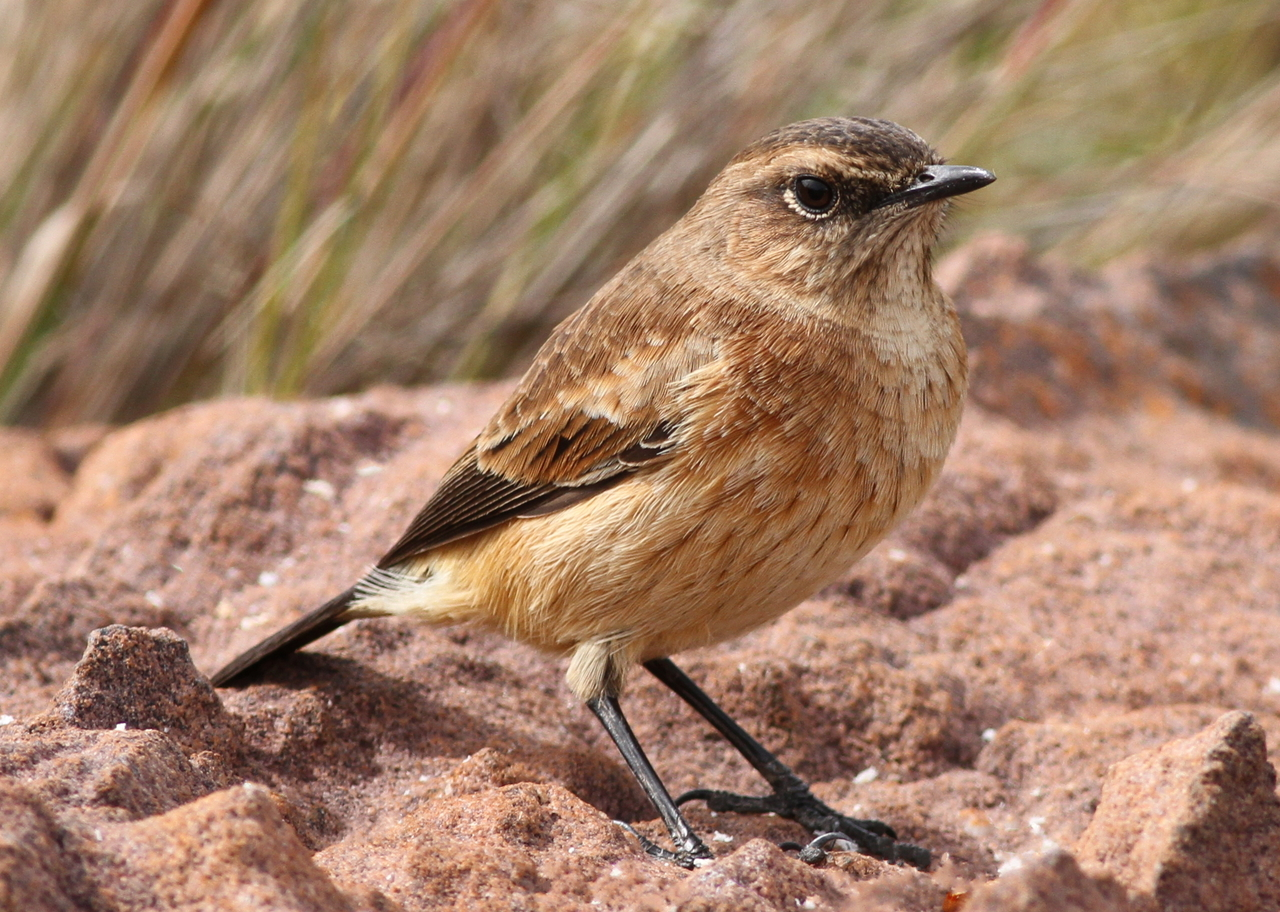
femelle

Cet oiseau vit en Afrique du Sud, au Lesotho et au Swaziland.

## Habitat
Il vit dans les prairies sèches tropicales et subtropicales en plaine.